# Sent Marçau de la Vavetz
Sent Marçau lo Mont (en francès Saint-Martial-le-Mont) és una comuna (municipi) de França, a la regió de la Nova Aquitània, departament de la Cruesa.
La seva població al cens de 1999 era de 276 habitants. Està integrada a la Communauté de communes Du Pays Cruesa Thaurion Gartempe.

## Demografia
| 1968 | 1975 | 1982 | 1990 | 1999 |
| ---- | ---- | ---- | ---- | ---- |
| 356  | 316  | 265  | 255  | 276  |

## Administració
| Període   | Identitat        | Partit |
| --------- | ---------------- | ------ |
| 2001-2008 | Jean Depatureaux |        |
| 2008-     | Claude Fayadas   |        |